# Salvador Esquer Apodaca Unidad Habitacional
Salvador Esquer Apodaca Unidad Habitacional är en ort i Mexiko.   Den ligger i kommunen Paso del Macho och delstaten Veracruz, i den sydöstra delen av landet, 260 km öster om huvudstaden Mexico City. Salvador Esquer Apodaca Unidad Habitacional ligger 465 meter över havet och antalet invånare är 641.
Terrängen runt Salvador Esquer Apodaca Unidad Habitacional är platt åt nordost, men åt sydväst är den kuperad. Runt Salvador Esquer Apodaca Unidad Habitacional är det ganska tätbefolkat, med 149 invånare per kvadratkilometer. Närmaste större samhälle är Paso del Macho, 1,7 km norr om Salvador Esquer Apodaca Unidad Habitacional. Omgivningarna runt Salvador Esquer Apodaca Unidad Habitacional är en mosaik av jordbruksmark och naturlig växtlighet.